# Thiago Santos Santana
Thiago Santos Santana, oder einfach Thiago (* 4. Februar 1993 in Serrinha), ist ein brasilianischer Fußballspieler.

## Karriere
Thiago stand von 2011 bis 2018 beim São Carlos FC im brasilianischen São Carlos im Bundesstaat São Paulo unter Vertrag. Von São Carlos wurde er bis Mitte 2016 an die brasilianischen Vereine SC Internacional U20, SER Caxias do Sul, CA Hermann Aichinger, Figueirense FC und Náutico Capibaribe  ausgeliehen. Mitte 2016 ging er auf Leihbasis nach Europa. Hier spielte er die Saison 2016/17 beim portugiesischen Verein Vitória Setúbal. Der Verein aus Setúbal spielte in der ersten Liga des Landes, der Primeira Liga. Nach einer Saison wechselte er Mitte 2017 zum portugiesischen Zweitligisten CD Santa Clara nach Santa Clara, einem Vorort von Ponta Delgada auf den Azoren. Am Ende der Saison wurde er mit Santa Clara Vizemeister der zweiten Liga und stieg in die erste Liga auf. Nach der Ausleihe wurde er am 1. Juli 2018 von Santa Clara für eine Ablösesumme von 150.000 Euro fest unter Vertrag genommen. Bis Ende 2020 absolvierte er für den Verein insgesamt 85 Spiele und schoss dabei 30 Tore. Im Januar 2021 wechselte er für eine Ablösesumme von 2 Millionen Euro nach Japan. Hier unterschrieb er einen Vertrag bei Shimizu S-Pulse. Der Verein aus Shimizu spielt in der höchsten japanischen Liga, der J1 League. Am Ende der Saison 2022 belegte er mit dem Verein den vorletzten Tabellenplatz und musste in die zweite Liga absteigen. Mit 14 Toren wurde er Torschützenkönig der Liga. Nach 104 Ligaspielen für Shimizu S-Pulse wechselte er im Januar 2024 zum Erstligisten Urawa Red Diamonds.

## Auszeichnungen
J1 League
- Torschützenkönig: 2022